# 副首都構想
副首都構想（ふくしゅとこうそう）とは、日本の事実上の首都である東京に、災害やテロなどが発生した場合、首都機能をバックアップするため、危機管理専門の省庁を設置したり、首都機能の一部を移転する構想である。

## 日本政府による構想
2005年4月6日に、国家危機管理国際都市(NEMIC)構想を推進するため、危機管理都市推進議員連盟が結成された（会長・石井一）。自民党の青木幹雄元官房長官や民主党の菅直人元首相など多くの議員が名を連ねた。
2005年4月18日、大阪府、京都府、兵庫県の三府県知事は、東京都で大規模な災害がおこった場合の一時的措置として、経済や情報の代替地として近畿圏に緊急の場合の「副首都」の建設を推進する考えに合意した。まとめられた調査報告は関西広域連合からの提言でも使われた。
2010年12月31日、議連ではNEMICの整備地域として、そのインフラ面から関西圏が強く推されていたが、大阪国際空港を対象地域とする案を作成、総合特区制度法の成立後の閣議決定を目指した。

### 東日本大震災後
2000年代後半より道州制議論が高まっていた中、2011年3月11日に東北地方太平洋沖地震・東日本大震災が発生し、首都圏でも多くの帰宅難民を出した。
東京都知事の石原慎太郎（当時）は2011年4月22日の定例会見で、東北地方太平洋沖地震をふまえ、「首都機能はいい形で分散されるのが好ましい。東京への過度な集積は好ましくない」と強調。石原は東日本大震災の余震が頻発していることを挙げ、「東京直下の地震の確率は高くなった」と述べ、そのうえで、JR東海が計画しているリニア中央新幹線に触れ、「東京と大阪が1時間で結ばれれば画期的だ」とし、「（首都機能のうち）証券市場の中心は大阪に移すなど、大きな発想力で取り組むべきだ」と首都機能移転を一部推進するべきとの考えを訴えた。
2011年5月、同年3月に発生した東北地方太平洋沖地震（東日本大震災）を受け、首都機能のバックアップの必要性を再確認、同年度中に副首都の建設を目指している。第3次以降の平成23年度補正予算案にNEMIC整備のための調査費計上を目指した。

### 候補地選定
関西国際空港の株主であり同空港のハブ空港化を目指す橋下徹大阪府知事・大阪市長は、大阪国際空港を廃止して、その跡地に東京のバックアップ機能を建設し、副首都を作るという構想を持っていた。2010年8月9日、橋下は石井一と連携し、空港跡地に首都機能バックアップの拠点とする「副首都」構想を目指す意向を示した。しかし、大阪国際空港跡地利用については、副首都構想への利用ではなく、他の都市開発のためにその跡地を売却し、関西国際空港のアクセス改善のため関空リニアやなにわ筋線の建設費とする計画もあった。
2011年7月1日には副首都建設を目指す超党派の「危機管理都市推進議員連盟」会長の石井一も同席して、石原慎太郎東京都知事（当時）と、橋下徹大阪府知事（当時）が会談し、東京を「首都」大阪を「副首都」とする方針で合意。橋下は「副首都」について、「東京から行政機関を移転するということではなく、副首都を担える行政機構、都市機能を整備していくということだ」と説明した。当時の内閣総理大臣の菅直人は「東日本大震災の教訓を踏まえて、首都中枢機能が必要」と明言した。
議連により、大阪国際空港跡地（大阪府、兵庫県）、関西文化学術研究都市（大阪府、京都府、奈良県）、万博公園（大阪府）、愛・地球博記念公園（愛知県）、名古屋空港跡地（同）が候補地として検討された。
2011年7月21日の議連総会では、「首都代替機能の整備の推進に関する法案」（仮称、副首都整備基本法案）の素案が提示される予定となっている。法律の目的は「東京圏以外の地域に首都中枢機能を一時的に代替させることに関し、基本方針を定め、整備を推進する」と規定され、副首都整備の基本指針として、
1. 緊急性に鑑み速やかに行う
2. 体制、施設などは首都中枢機能を維持するうえで必要かつ十分なものとする
3. 整備費用を少なくし、民間資金を活用
4. 国有地または公有地を優先的に使用
5. 首都代替機能を担う地域は1つ
6. 候補地は東京圏より一定程度離れ、同時被災の可能性が低い地域
7. 候補地は既存の鉄道、道路、空港への接続が容易で、東京圏との交通、通信手段が複数存在する地域

の7条件が挙げられた。また、議連では各政党代表者が整備地域を「関西圏」とすることで一致し、大阪国際空港跡地が最有力視されていた。
議連の候補として挙がった関西圏については、官公庁の地方機関や内外の防災関係機関、京都には京都御所もある地域である。現在、日本銀行のバックアップセンターも立地している。国の機関の地方の支部としては、領事館は大阪にあるものでは「総領事館」が多く、たとえば在大阪英国総領事館の管轄地域は、中部（富山、石川、福井）、近畿（三重を除く）、中国、四国、九州、沖縄に及んでいる。
その一方で大阪国際空港の廃止には、既存空港施設撤去に要する莫大な費用・時間、代替空港となる関西国際空港のアクセス面等の不安、大阪国際空港閉鎖による北大阪経済への打撃、新幹線・中央新幹線への対抗交通手段確保の必要性、さらに、航空利用者の利便性確保などの問題があり、現実的ではないとの指摘もあった。
副首都構想は東京壊滅等大規模災害が起こった際を想定しているため、皇居に代わる行宮も必要になることから、この候補地も選定する必要があるとされ、キャンプ那須構想や双京構想などが提案された。
2012年3月12日の民主党の内閣部会と首都中枢機能バックアップワーキングチームの合同会議は、首都（東京都）&東京圏で直下型地震などの災害に見舞われた際のバックアップ拠点を「とりあえずは大阪に設置することが望ましい」とする中間報告骨子をとりまとめた。
2013年2月4日に関西経済連合会が東京に本社を置く大企業など全国１千社を対象に実施したアンケート調査では、首都機能停止時の代替機能を置く候補地として74％の企業が関西を上げた。
政局の混乱により関連法案は提出に至らず、道州制議論も下火となった。
2013年4月24日、日本維新の会は大阪国際空港廃港を掲げ伊丹・宝塚市長選挙に挑んだが敗北し、関西圏での関心は大阪都構想に移った。

## 地方自治体による構想
大阪府・大阪市は、前述のような日本政府が主導した新規都市開発を伴う大規模な案ではなく、既存の都市インフラの活用もしくは最低限の新規開発により首都機能の一部を移転する構想を掲げている。2023年3月9日には本部を大阪市に置く日本維新の会が、内閣総理大臣に副首都を指定する権限を付与し機能整備を行うことを目的とした副首都機能整備推進法案を衆議院に提出した。
京都市は、天皇・皇族の京都居住も可能にする双京構想を掲げている。
北九州市は、首都圏における大規模災害に備えて政府機関や企業の本社機能を誘致する「バックアップ首都構想」を2023年（令和5年）に掲げ、特区や規制緩和を活用したバックアップ機能の誘致を推進している。